# Plagiochila benitoi
Plagiochila benitoi là một loài rêu trong họ Plagiochilaceae. Loài này được Inoue ex Piippo mô tả khoa học đầu tiên năm 1992.